# Kaunas
Kaunas (tiếng Litva: [ˈkɐʊˑnɐs] ⓘ) là thành phố ở miền trung Litva, là một thành phố cảng ở nơi hợp lưu của sông Neman (Nemunas) và sông Neris (Viliya). Dân số thành phố này năm 2007 là 358.107 người, là thành phố lớn thứ hai Litva. Kaunas có trường đại học nông nghiệp, đại học bách khoa và nhiều viện bảo tàng. Các công trình nổi bật có: lâu đài thế kỷ 14, nhà thờ thế kỷ 15 và tu viện thế kỷ 17.
Có lẽ được thành lập vào năm 1000 và đã được xây thành vào thế kỷ 13-14 để chống lại các cuộc tấn công của kỵ binh Teuton. Thành phố này bị Ba Lan chiếm giữ vào thế kỷ 16 và bị Nga chiếm giữ năm 1795. Từ năm 1920 đến năm 1940, thành phố này là thủ đô của Litva độc lập. Trong thời kỳ thế chiến II (1939-1945), Kaunas bị nhập vào lãnh thổ Liên Xô nhưng sau đó bị quân Đức chiếm giữa từ năm 1941-1944. Trong thời kỳ chiếm đóng này, quân Đức đã tiêu diệt rất nhiều cư dân thành phố. Kaunas thuộc về Cộng hòa XHCH Litva từ năm 1944 đến 1991, khi thành phố này đã thuộc về Litva độc lập.
Thành phố có sân bay Kaunas.

## Khí hậu
Kaunas có khí hậu lục địa ẩm (phân loại khí hậu Köppen Dfb) với nhiệt độ trung bình hàng năm là khoảng 7 °C (45 °F).
| Dữ liệu khí hậu của Kaunas                    | Dữ liệu khí hậu của Kaunas | Dữ liệu khí hậu của Kaunas | Dữ liệu khí hậu của Kaunas | Dữ liệu khí hậu của Kaunas | Dữ liệu khí hậu của Kaunas | Dữ liệu khí hậu của Kaunas | Dữ liệu khí hậu của Kaunas | Dữ liệu khí hậu của Kaunas | Dữ liệu khí hậu của Kaunas | Dữ liệu khí hậu của Kaunas | Dữ liệu khí hậu của Kaunas | Dữ liệu khí hậu của Kaunas | Dữ liệu khí hậu của Kaunas |
| Tháng                                         | 1                          | 2                          | 3                          | 4                          | 5                          | 6                          | 7                          | 8                          | 9                          | 10                         | 11                         | 12                         | Năm                        |
| --------------------------------------------- | -------------------------- | -------------------------- | -------------------------- | -------------------------- | -------------------------- | -------------------------- | -------------------------- | -------------------------- | -------------------------- | -------------------------- | -------------------------- | -------------------------- | -------------------------- |
| Cao kỉ lục °C (°F)                            | 11.7 (53.1)                | 14.8 (58.6)                | 20.2 (68.4)                | 28.6 (83.5)                | 31.4 (88.5)                | 32.8 (91.0)                | 34.9 (94.8)                | 35.3 (95.5)                | 33.3 (91.9)                | 23.9 (75.0)                | 16.7 (62.1)                | 11.1 (52.0)                | 34.9 (94.8)                |
| Trung bình ngày tối đa °C (°F)                | −0.9 (30.4)                | −0.3 (31.5)                | 4.3 (39.7)                 | 12.3 (54.1)                | 18.5 (65.3)                | 20.9 (69.6)                | 23.4 (74.1)                | 22.7 (72.9)                | 17.1 (62.8)                | 10.8 (51.4)                | 4.1 (39.4)                 | 0.3 (32.5)                 | 11.2 (52.2)                |
| Trung bình ngày °C (°F)                       | −3.3 (26.1)                | −3.1 (26.4)                | 0.9 (33.6)                 | 7.4 (45.3)                 | 13.0 (55.4)                | 15.8 (60.4)                | 18.2 (64.8)                | 17.5 (63.5)                | 12.7 (54.9)                | 7.5 (45.5)                 | 1.9 (35.4)                 | −2.0 (28.4)                | 7.3 (45.1)                 |
| Tối thiểu trung bình ngày °C (°F)             | −5.7 (21.7)                | −5.8 (21.6)                | −2.6 (27.3)                | 2.5 (36.5)                 | 7.5 (45.5)                 | 10.6 (51.1)                | 13.0 (55.4)                | 12.3 (54.1)                | 8.3 (46.9)                 | 4.1 (39.4)                 | −0.2 (31.6)                | −4.0 (24.8)                | 3.4 (38.1)                 |
| Thấp kỉ lục °C (°F)                           | −35.8 (−32.4)              | −36.3 (−33.3)              | −26.3 (−15.3)              | −12.0 (10.4)               | −3.7 (25.3)                | 0.1 (32.2)                 | 2.1 (35.8)                 | 0.3 (32.5)                 | −3.0 (26.6)                | −13.7 (7.3)                | −21.0 (−5.8)               | −30.6 (−23.1)              | −36.3 (−33.3)              |
| Lượng Giáng thủy trung bình mm (inches)       | 47.4 (1.87)                | 32.8 (1.29)                | 40.5 (1.59)                | 37.1 (1.46)                | 53.7 (2.11)                | 72.8 (2.87)                | 78.5 (3.09)                | 76.3 (3.00)                | 53.7 (2.11)                | 56.2 (2.21)                | 48.1 (1.89)                | 46.8 (1.84)                | 643.4 (25.33)              |
| Số ngày giáng thủy trung bình                 | 11.5                       | 9.2                        | 9.8                        | 7.9                        | 9.2                        | 10.6                       | 10.0                       | 10.0                       | 8.9                        | 9.5                        | 10.3                       | 10.7                       | 117.6                      |
| Số giờ nắng trung bình tháng                  | 40.3                       | 67.8                       | 127.1                      | 174.0                      | 251.1                      | 264.0                      | 257.3                      | 238.7                      | 159.0                      | 99.2                       | 42.0                       | 27.9                       | 1.748,4                    |
| Nguồn 1: Tổ chức Khí tượng Thế giới NOAA      |                            |                            |                            |                            |                            |                            |                            |                            |                            |                            |                            |                            |                            |
| Nguồn 2: Đài thiên văn Hồng Kông Météo Climat |                            |                            |                            |                            |                            |                            |                            |                            |                            |                            |                            |                            |                            |